# John Davies
John Davies (n. 17 mai 1929, Noul Wales de Sud, Australia – d. 24 martie 2020, Pasadena, California, SUA) a fost un înotător australian, medaliat olimpic. A participat la 2 ediții ale Jocurilor Olimpice (1948, 1952) în care a câștigat două medalii de aur.